# シアターアプル
シアターアプル（英語：Theatre Apple）は、東京都新宿区歌舞伎町にあった劇場である。新宿コマ劇場の地下1階にあった。

## 概要
1982年オープン。杮落とし公演はAmerican Dance Machineによる『JACK』であった。名称のアプルはニューヨークの愛称ビッグアップルから名前を取ったという。建築設備監修に舞台美術家の妹尾河童、舞台照明家の吉井澄雄、建築家の斉藤義が関わり、設計施工は竹中工務店が担当している。。
客席入口には、劇場の名称「Theatre Apple」由来の「リンゴ」の意匠が施されており、ホールの奥の壁には「黄金のリンゴ」が飾られている。
当初は映画館やダンスホールも使われていたが、演劇やミュージカル、ミエと良子のショー泥棒、小堺クンのおすましでSHOW、加藤登紀子のほろ酔いコンサート、カンコンキンシアターを毎年開催、現在はサンシャイン劇場を使用している演劇集団キャラメルボックスが同所で公演を行ったことがあった。吉本印天然素材が連続公演で使用したことでも有名。水野晴郎監督のシベリア超特急の舞台版シベリア超特急４も１日のみだが上演された。
新宿コマ劇場の閉館とともに、2008年12月31日のコンドルズ『ラストワルツ』で閉館。最終特別公演として、持ち込み・飲食・本番中以外撮影自由となった。